# Neopachygaster kiboensis
Neopachygaster kiboensis är en tvåvingeart som beskrevs av Lindner 1953. Neopachygaster kiboensis ingår i släktet Neopachygaster och familjen vapenflugor.
Artens utbredningsområde är Zimbabwe. Inga underarter finns listade i Catalogue of Life.